# Nymphon phasmatodes
Nymphon phasmatodes är en havsspindelart som beskrevs av Böhm, R. 1879. Nymphon phasmatodes ingår i släktet Nymphon och familjen Nymphonidae. Inga underarter finns listade i Catalogue of Life.